# Costus osae
Costus osae ist eine Pflanzenart aus der Familie der Costaceae. Sie ist endemisch in einem kleinen Gebiet in Costa Rica und Kolumbien und wurde erst 1997 erstbeschrieben.

## Merkmale
Costus osae ist eine krautige Pflanze und erreicht eine Wuchshöhe von bis zu 1 Meter. Die dicht behaarten, wenigen Blätter sind verkehrt-eiförmig bis elliptisch.
Die zapfenartigen, endständigen Blütenstände sind 6 bis 8 Zentimeter lang und haben einen Durchmesser von 4 bis 6 Zentimeter, während der Reife sind sie bis zu 10 Zentimeter lang. Die Tragblätter sind rot bis orange-rot.
Der Kelch ist rötlich bis rot-orange, die Krone pink bis rot mit dunkelroter Spitze, das röhrenförmige Labellum weiß mit rotem äußeren Ende.

## Verbreitung
Costus osae ist endemisch in der Golfo-Dulce-Region in Costa Rica und in Kolumbien, sie besiedelt sehr nasse Primärwälder in der Ebene, hauptsächlich entlang kleiner Flüsse.

## Systematik
Die Art wurde erst 1997 von Paulus Johannes Maria Maas und seiner Frau Hillegonda Maas-van de Kamer erstbeschrieben.